# NF C 18-510
La norme NF C18-510 regroupe un ensemble de prescriptions pour la prévention des risques électriques lors des opérations sur les ouvrages ou installations électriques ou dans un environnement électrique.

## Application
La norme NF C18-510 est le document technique de référence réglementaire (article R4544-3 code du travail) pour la maîtrise des opérations dans un environnement à risques électriques. Elle définit les rôles et responsabilités des chefs d'établissement et des intervenants. Elle décrit les modalités des habilitations nécessaires en fonction des opérations et selon les domaines de tension.
En France, depuis le Décret du 10 février 2016, l'application de cette norme n'est plus obligatoire. Elle est néanmoins officiellement recommandée depuis 2017 et plus récemment par l'Arrêté du 5 juillet 2024. Ce bouleversement législatif n'a pas vocation à remettre en question la pertinence des dispositions de la NF C18-510. Elle vise uniquement à respecter le cadre juridique concernant les normes obligatoires qui doivent être disponibles gratuitement. 
Il existe une exception. Depuis l'Arrêté du 13 décembre 2022, les personnes relevant du titre professionnel d'électromécanicien de maintenance industrielle doivent être habilité par leur employeur conformément à la norme NF C 18-510 (version COMPIL 1).
Il est recommandé que tous les personnels, qui dans le cadre de leur travail sont confrontés aux risques d'origine électrique lors d'opérations sur les installations électriques ou dans leur voisinage, soient habilités par leur employeur sur la base des dispositions de la norme NF C18-510, conformément aux dispositions des articles R4544-1 à R4544-11 du code du travail pour la plupart des entreprises.
Deux conditions de base à vérifier par l'employeur pour habiliter un salarié : s'assurer qu'il bénéficie d'un suivi individuel renforcé adapté au poste de travail tenu et qu'il a reçu une formation théorique et pratique lui conférant la connaissance des dangers de l'électricité et des mesures à prendre pour intervenir en sécurité lors de l'exécution des opérations qui lui sont confiées. 
L'employeur gère alors une habilitation détaillée et individuelle pour chaque salarié qui le nécessite. Cette habilitation est individuelle n'est en aucun cas un ordre de travail, les personnels n'ont pas à prendre l'initiative d'une intervention.
Cette norme est une référence pour établir le recueil d'instructions de sécurité électrique que l'employeur doit remettre à chacun des salariés qu'il habilite. Elle reste d'application volontaire. Plusieurs autres normes déduites de la normes NF C18-510 et référencées NF C18-505-x-x précisent les dispositions propres à diverses situations de travaux sous tension, nécessitant par ailleurs une habilitation spécifique (art R4544-11) délivrée par l'employeur après l'obtention d'un document délivré par un organisme de formation agréé attestant que le salarié a acquis les connaissances et les compétences nécessaires.